# Они Парун
Они Парун (на английски: Onny Parun) е новозеландски тенисист. 

## Биография
Они Парун е роден на 3 октомври 1933 г. в Уелингтън, Нова Зеландия, той е от хърватски произход. 
През 2023 г. неговият по-малък брат Мелвин Джоузеф Парун е умира при пожар в Лоаферс Лодж.

## Кариера
Они Парун е сред 20-те най-добри тениста в света в продължение на пет години. Достига четвъртфинал на Уимбълдън през 1971 и 1972 г. Достига до финала на Откритото първенство на Австралия през 1973 г., като губи от Джон Нюкъмб в четири сета, също е четвъртфиналист на Откритото първенство на САЩ през 1973 г., а също и четвъртфиналист на Откритото първенство на Франция през 1975 г. 
Они Парун и австралиецът Дик Крийли печелят титлата на двойки на Откритото първенство на Франция през 1974 г. 
Они Парун играе за Купа Дейвис от 1966 до 1982 г. и печели поредица от национални титли.
Они Парун достига най-високо класиране на сингъл в ранглистата на ATP, до номер 19 в света, на 5 март 1975 г.
В почестите за рождения ден на кралицата през 1982 г. Парун е назначен за офицер на Ордена на Британската империя за заслуги към тениса.
След като се оттегля от активна кариера, Парун е треньор и търгува с акции на американския пазар на акции.

## Кариерна статистика

#### Финали на сингъл отГолям шлем(1)
| година | турнир       | съперник    | резултат                   |
| ------ | ------------ | ----------- | -------------------------- |
| 1973   | ОП Австралия | Джон Нюкъмб | 3 – 6, 7 – 6, 5 – 7, 1 – 6 |

#### Титли на двойки отГолям шлем(1)
| година | турнир      | партньор   | съперник           | резултат                          |
| ------ | ----------- | ---------- | ------------------ | --------------------------------- |
| 1974   | Ролан Гарос | Дик Крийли | Боб Лутц Стан Смит | 6 – 3, 6 – 2, 3 – 6, 5 – 7, 6 – 1 |